# Cashmeran
Cashmeran è il nome commerciale di una fragranza sintetica, caratterizzata da un odore diffusivo, speziato e muschiato, con forte rinforzo floreale e sfumature talcate e vellutate. Cashmeran è a volte compreso nella famiglia dei muschi policiclici,
tuttavia la mancanza di anello aromatico lo fa in genere classificare a parte. 
Cashmeran viene utilizzato come fragranza in prodotti da bagno, cosmetici e profumi. In profumeria è uno dei componenti di vari profumi; alcuni esempi sono Duro (Nasomatto, 2007), Dans Tes Bras (Frédéric Malle, 2008), Only the Brave Extreme (Diesel, 2016).

## Sintesi e proprietà
Il composto è stato sintetizzato nel 1969 da John B. Hall nei laboratori della International Flavors and Fragrances. La sintesi del Cashmeran è schematizzata nella figura seguente. Il composto di partenza è il pentametilindano che viene parzialmente idrogenato; l'intermedio ottenuto è quindi ossidato con aria su acetato di rame per ottenere il prodotto finale. La molecola di Cashmeran è chirale e il prodotto in commercio è un racemo. I due enantiomeri sono stati separati e si è trovato che hanno odori leggermente diversi, ma molto simili al racemo, con soglie olfattive di 1,09 e 1,37 ng/L in aria.

Schema della sintesi del Cashmeran